# Santiago Ochipinti
Santiago Ochipinti (14 maggio 1963) è un ex cestista e allenatore di pallacanestro paraguaiano.

## Carriera
Con il Paraguay ha disputato i Campionati americani del 1989.
Da allenatore ha guidato il Paraguay ai Campionati sudamericani del 2006.